# Do It Again (Steely-Dan-Lied)
Do It Again ist ein Song der Jazz-Rockband Steely Dan, der 1972 als erste Single aus dem Album Can’t Buy a Thrill veröffentlicht wurde. Er erreichte Platz 6 in den Billboard-Charts.

## Allgemeines
Das Lied wurde von Donald Fagen und Walter Becker geschrieben. Fagen singt den Titel, der im August 1972 aufgenommen wurde. Die Single-Version unterschied sich von der Album-Version, verkürzte das Intro und Outro und ließ das Orgel-Solo weg.
Der 1972 veröffentlichte Song debütierte am 18. November 1972 auf der Billboard Hot 100 und erreichte 1973 Platz 6 der US-Charts. Bei der Veröffentlichung von 1972 wurde das Lied als „Trad“ (für traditionell) bezeichnet, obwohl es von Becker und Fagen geschrieben wurde.
Die Melodie enthält ein elektrisches Sitar-Solo von Denny Dias. Das Orgelsolo von Donald Fagen wurde auf einer Yamaha YC-30 mit Pitch-Bender gespielt.

## Rezeption
Stewart Mason schreibt auf Allmusic: 

„Steely Dans erste Hitsingle und bis heute der Song, der am meisten mit dem Duo verbunden wird. …
‚Do It Again‘ ist bemerkenswert seltsames Material für einen Top-Ten-Radio-Hit. Es ist ein Sechs-Minuten-Stück, basierend auf einem verschlafenen Bossa-Nova-Rhythmus, … und bei dem jede Art von Bridge fehlt. Es enthält nicht ein, sondern zwei lange Soli, das erste auf einer elektrischen Sitar (1972 ein hoffnungslos aus der Mode gekommenes Instrument…).“

## Besetzung
- Donald Fagen – Klavier, Gesang
- Denny Dias – Elektrische Sitar (Solo)
- Jeff Baxter – Rhythmus-Gitarre
- Walter Becker – Bass-Gitarre, Hintergrundgesang
- Jim Hodder – Schlagzeug, Hintergrundgesang
- Victor Feldman – Percussion

## Kommerzieller Erfolg

### Chartplatzierungen
| ChartsChartplatzierungen       | Höchstplatzierung | Wochen |
| ------------------------------ | ----------------- | ------ |
| Deutschland (GfK)              | 33 (3 Wo.)        | 3      |
| Vereinigte Staaten (Billboard) | 6 (17 Wo.)        | 17     |
| Vereinigtes Königreich (OCC)   | 39 (4 Wo.)        | 4      |

| ChartsJahrescharts (1973)      | Platzierung |
| ------------------------------ | ----------- |
| Vereinigte Staaten (Billboard) | 73          |

### Auszeichnungen für Musikverkäufe
| Land/Region                  | Auszeichnungen für Musikverkäufe (Land/Region, Auszeichnung, Verkäufe) | Verkäufe |
| ---------------------------- | ---------------------------------------------------------------------- | -------- |
| Neuseeland (RMNZ)            | Platin                                                                 | 30.000   |
| Vereinigtes Königreich (BPI) | Silber                                                                 | 200.000  |
| Insgesamt                    | 1× Silber · 1× Platin ·                                                | 230.000  |

## Coverversionen
- 1983: Club House (Do It Again / Billie Jean)